# 17 juin 1914
Le 17 juin 1914 est le 168e jour de l'année 1914 du calendrier grégorien. Il s'agit d'un mercredi.

## Événements
- Présentation officielle du drapeau olympique au congrès olympique à Paris. Le drapeau avait été conçu par Pierre de Coubertin en 1913 et fabriqué d'après ses indications par Le Bon Marché[1]
- Inauguration de la grande voie de navigation entre Berlin et Szczecin grâce à la mise en service de l'élévateur de bateaux de Niederfinow.

## Arts et culture
- Sortie du film américain The Hour of Reckoning de Thomas H. Ince
- Sortie du film américain The Peach Brand avec Eugene Pallette

## Naissances
- John Hersey, journaliste américain, titulaire du prix Pulitzer
- Nathan Hosanski, rabbin et résistant français[2]
- Julián Marías Aguilera, philosophe, sociologue et essayiste espagnol
- John Van Alphen, footballeur belge[3]
- Salvador Molina, cycliste espagnol